# Peñón de las Guacas

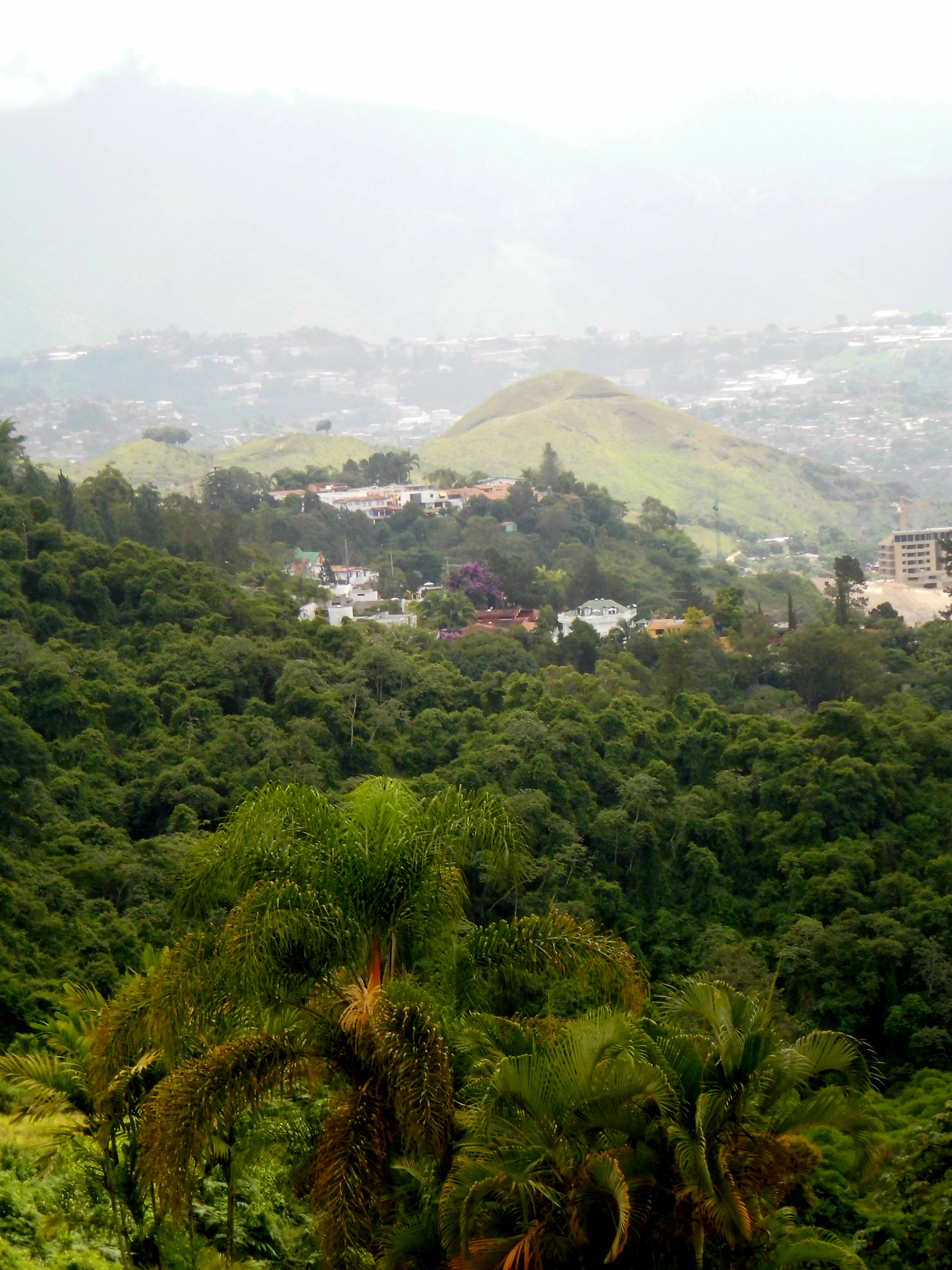
Peñón de las Guacas

El Peñón de Las Guacas o Peñón Los Carraos es un promontorio o afloramiento rocoso que forma parte de la fase Zenda de la Formación Las Brisas del Jurásico tardío, dicho peñón se localiza en el sector Los Naranjos al este de la Urbanización La Lagunita, en el municipio El Hatillo del estado Miranda, Venezuela

## Conformación
El peñón está formado por rocas de la fase Zenda de a la formación Las Brisas y las roca de dicha fase están constituida por un horizonte de calizas (mármol) masivas, conglomerática y fedelpática. La zona del Peñón de las Guacas está conformada exclusivamente de carbonatos recristalizados con pequeña cantidad de cuarzo. El espesor de esta fase en el Peñón puede estar alrededor de 200 metros

## Turismo y recreación
Este peñón constituye un sitio de interés turístico y recreativo para el Municipio El Hatillo así como para la ciudad de Caracas ya que el y sus alrededores se localizan sitios históricos como son los restos de la primera planta hidroeléctrica que surtió de electricidad a la ciudad de Caracas conocida como "Estación El Encantado", la cual se localiza en la base del peñón en su sector noreste. En la ladera este del peñón se encuentra del denominado,  Cañón del río Guaire. Enclavadas en el peñón se encuentran la Cueva Zuloaga (Mi.42) y la Cueva los Carraos (Mi.14)

## Galería

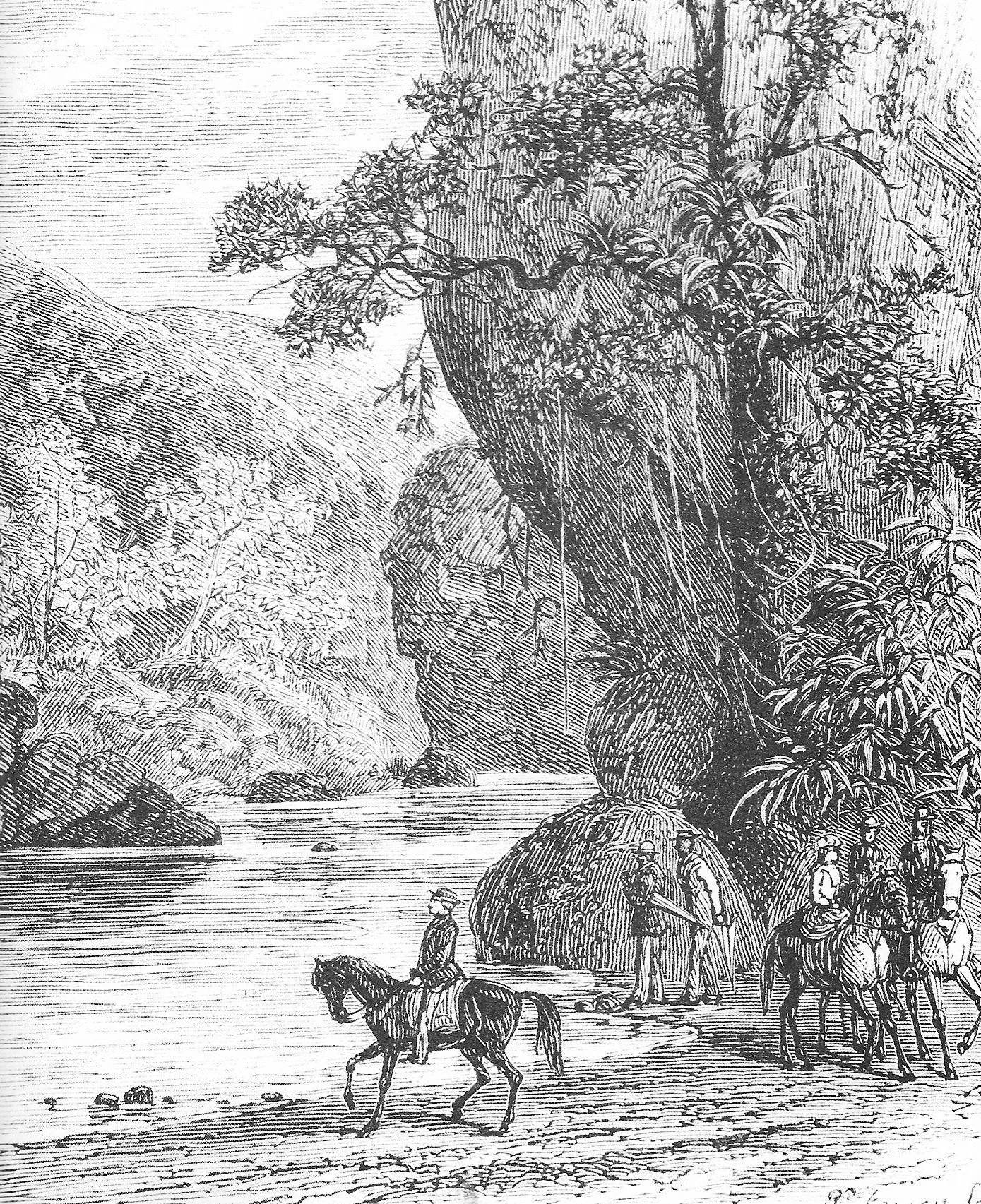
Peñón de La Guacas 1872
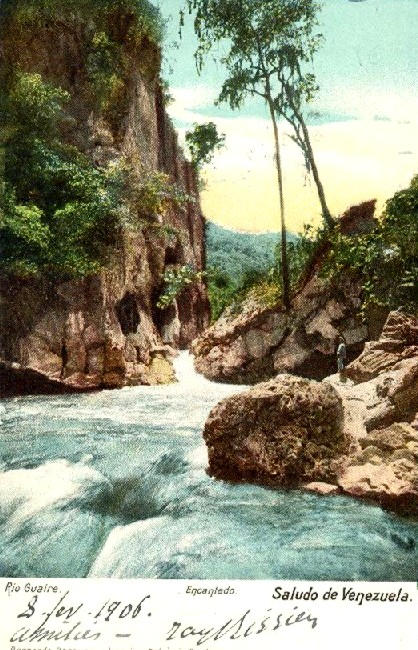
Peñón de La Guacas 1906
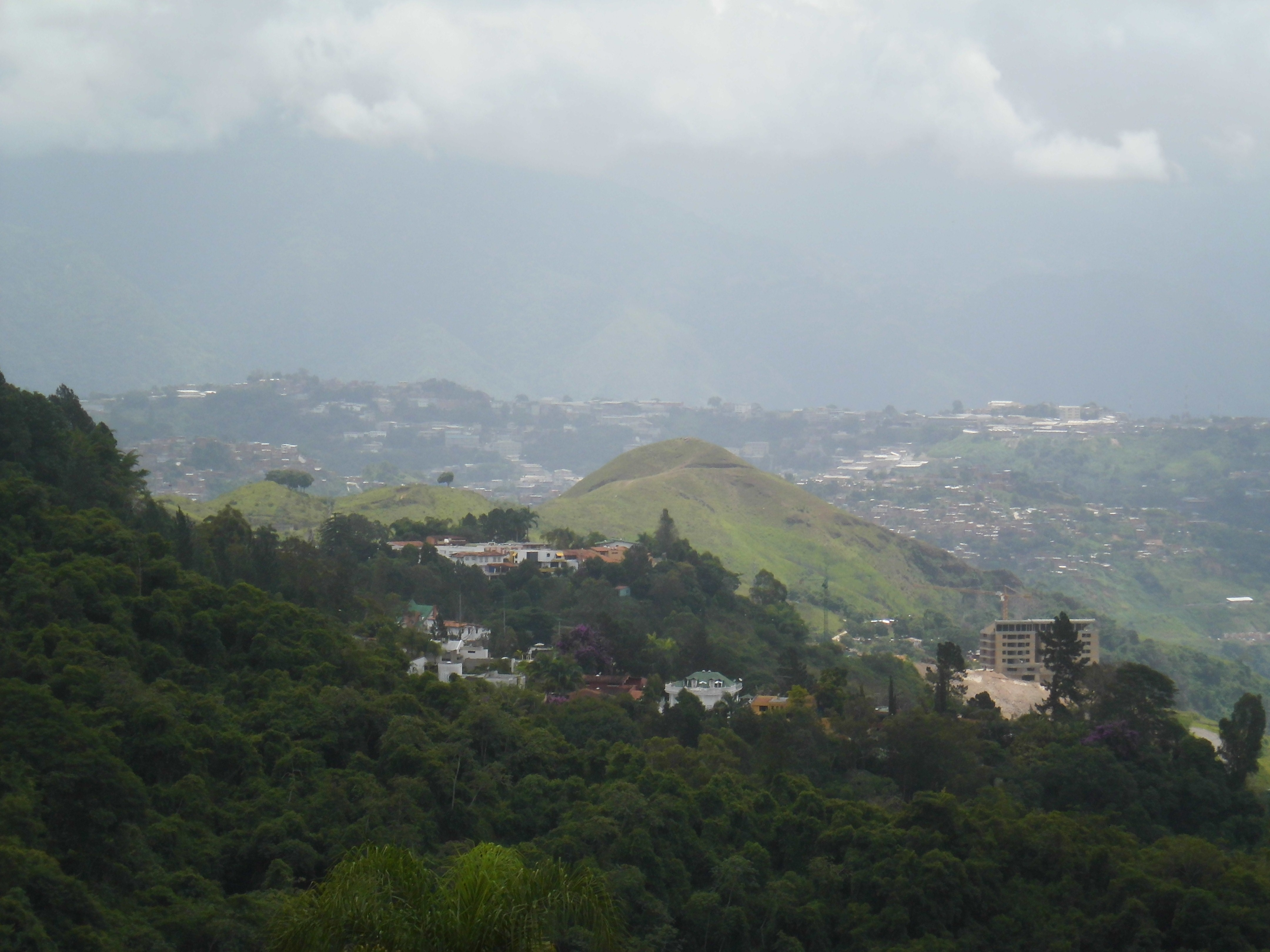
Peñón de La Guacas 2013